# Världscupen i skidskytte 2012/2013

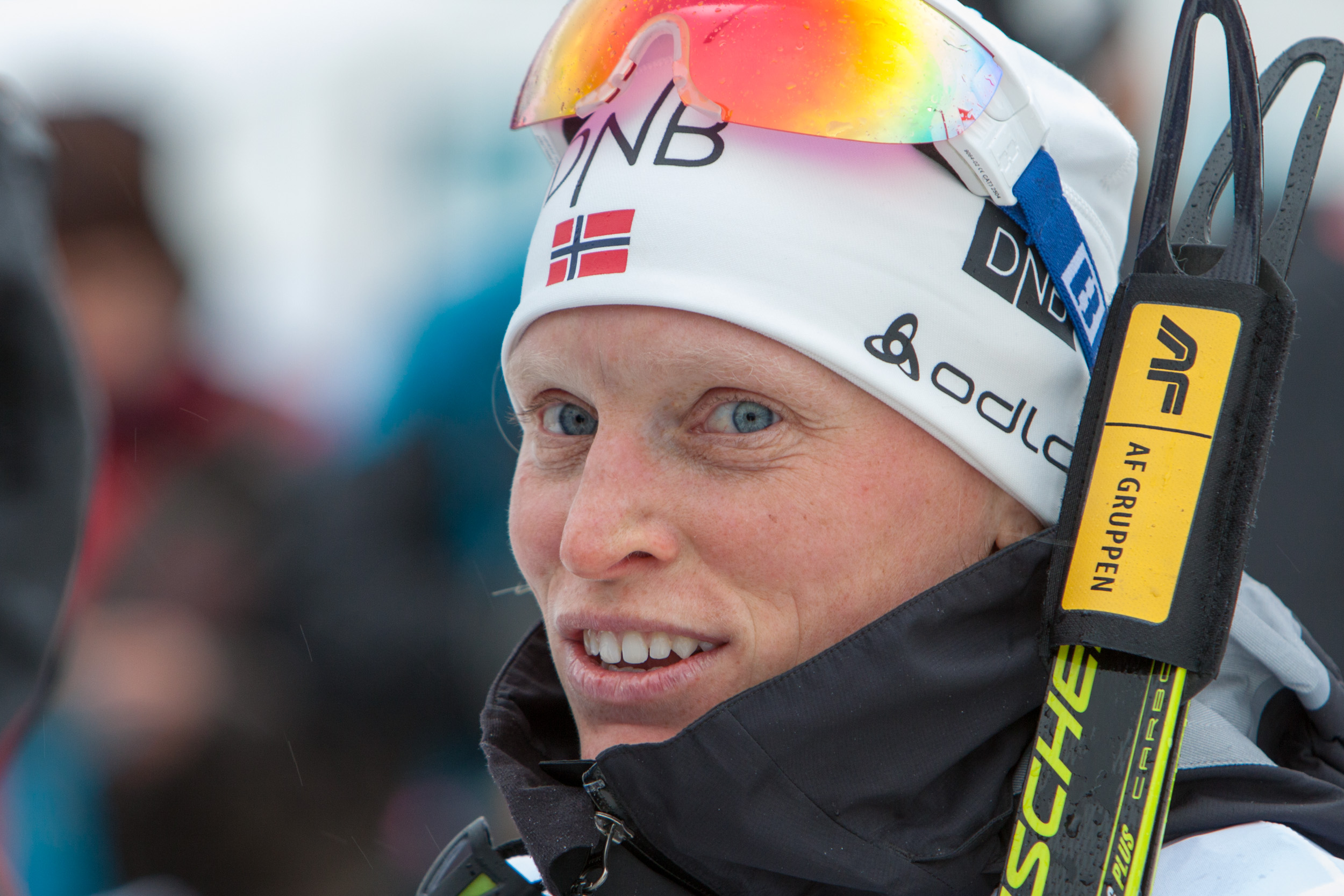
Tora Berger vann den totala världscupen på damsidan

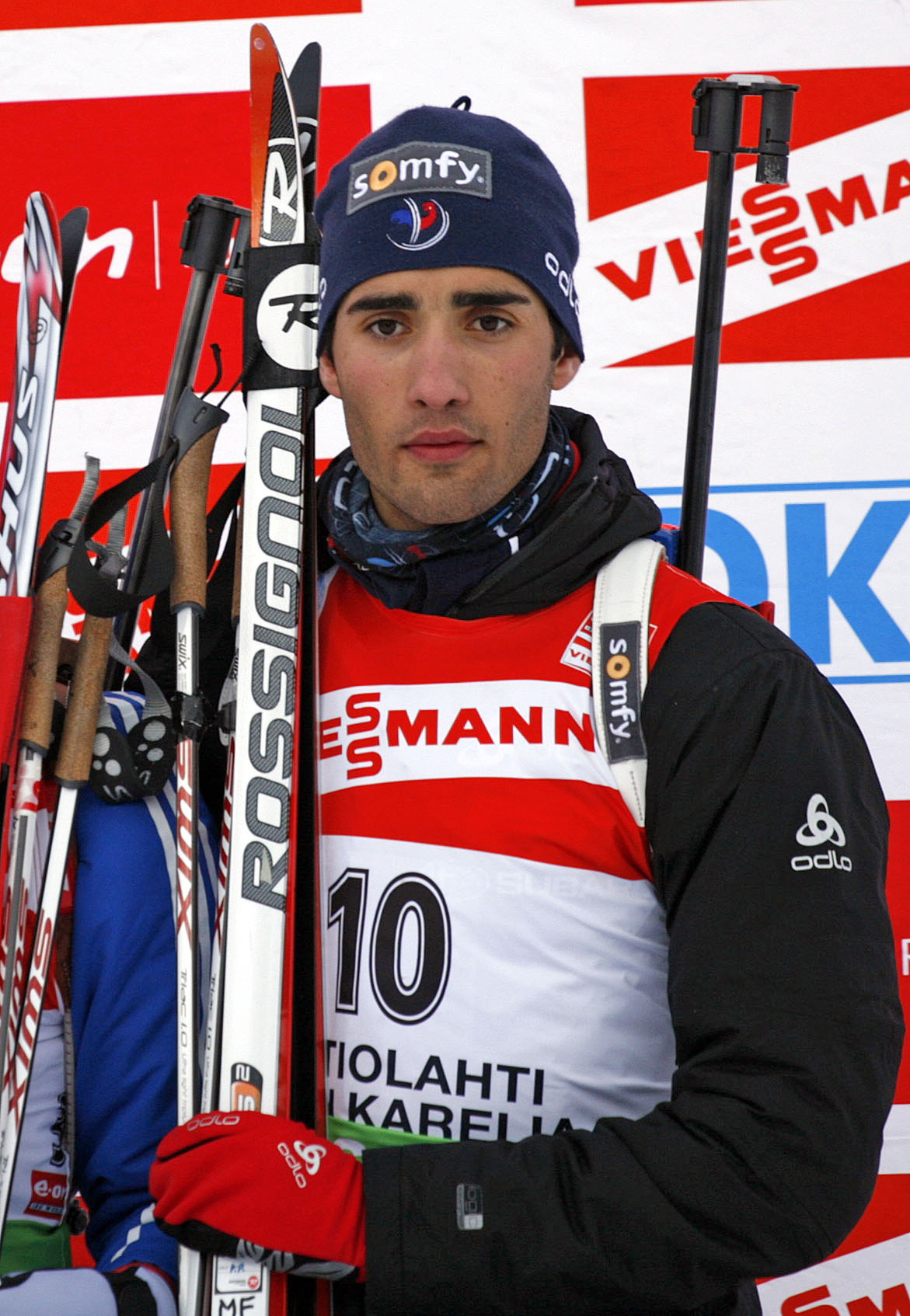
Martin Fourcade vann den totala världscupen på herrsidan

Världscupen i skidskytte 2012/2013 inleddes den 25 november 2012 i Östersund, Sverige och avslutades den 17 mars 2013 i Chanty-Mansijsk, Ryssland. Höjdpunkten på säsongen var världsmästerskapen i Nové Město na Moravě den 7–17 februari, som precis som vanligt ingick i världscupserien.
De regerande världscupvinnarna från 2011/2012 var Magdalena Neuner (Tyskland) och Martin Fourcade (Frankrike). 
Denna säsongs två dominanter var norska Tora Berger och fransmannen Martin Fourcade. Berger vann den totala världscupen på damsidan och var med och vann samtliga individuella delcuper, vilket ingen har gjort innan, varken på dam- eller herrsidan. Fourcade vann också totala världscupen samt samtliga individuella delcuper.
Många skidskyttestjärnor slutade inför denna säsong, bland annat tyskan Magdalena Neuner och svenskorna Helena Ekholm och Anna Maria Nilsson.
I Sverige stod SVT och Eurosport för sändningarna under hela säsongen, inklusive VM.

## Tävlingsprogram
| Datum                         | Ort                  | Anläggning                   | Land      |
| ----------------------------- | -------------------- | ---------------------------- | --------- |
| 25 november - 2 december 2012 | Östersund            | Östersunds skidstadion       | Sverige   |
| 5-9 december 2012             | Hochfilzen           | Biathlon Stadium Hochfilzen  | Österrike |
| 12-16 december 2012           | Pokljuka             | Pokljuka Biathlon arena      | Slovenien |
| 2-6 januari 2013              | Oberhof              | DKB-Ski-Arena Oberhof        | Tyskland  |
| 9-13 januari 2013             | Ruhpolding           | Chiemgau-Arena               | Tyskland  |
| 16-20 januari 2013            | Antholz              | Südtirol Arena               | Italien   |
| 7-17 februari 2013 (VM)       | Nové Město na Moravě | Nové Město na Moravě         | Tjeckien  |
| 27 februari - 3 mars 2013     | Oslo                 | Holmenkollen                 | Norge     |
| 6-10 mars 2013                | Sotji (För-OS)       | Sotji Biathlon & Ski Complex | Ryssland  |
| 13-17 mars 2013               | Chanty-Mansijsk      | Nordic Ski Centre            | Ryssland  |

## Startkvoter
Startkvoterna för de olika nationerna är bestämda utifrån föregående säsongs världscupresultat. De fem bästa länderna i nationscupen säsongen 2011/2012 har tilldelats sex startplatser i sprint och distans, de nästkommande fem nationerna får fem platser och så vidare.  För länder utan fasta startkvoter, fördelar IBU tre wildcard till varje sprint- och distanslopp.
Kvot för herrarna:
- 6 startande:  Ryssland,  Frankrike,  Tyskland,  Norge,  Sverige
- 5 startande:  Tjeckien,  Österrike,  Italien,  USA,  Ukraina
- 4 startande:  Slovenien,  Schweiz,  Belarus,  Bulgarien,  Slovakien
- 3 startande:  Estland,  Kanada,  Polen,  Finland,  Lettland
- 2 startande:  Japan,  Kazakstan,  Storbritannien,  Serbien,  Litauen
- 1 startande:  Kina ,  Rumänien,  Sydkorea,  Australien,  Spanien
- 0 startande:  Belgien,  Nederländerna,  Turkiet,  Ungern,  Kroatien,  Nordmakedonien,  Grönland,  Bosnien och Hercegovina,  Moldavien,  Grekland,  Uzbekistan

Kvot för damerna:
- 6 startande:  Ryssland,  Tyskland,  Frankrike,  Norge,  Belarus
- 5 startande:  Ukraina,  Sverige,  Polen,  Slovakien,  Italien
- 4 startande:  USA,  Finland,  Tjeckien,  Kanada,  Bulgarien
- 3 startande:  Rumänien,  Slovenien,  Estland,  Japan,  Kazakstan
- 2 startande:  Österrike,  Schweiz,  Litauen,  Kina ,  Sydkorea
- 1 startande:  Andorra,  Lettland,  Storbritannien,  Armenien,  Ungern
- 0 startande:  Nederländerna,  Nya Zeeland,  Spanien,  Brasilien,  Moldavien,  Grönland,  Bosnien och Hercegovina,  Australien,  Turkiet,  Grekland

### Discipliner
Antalet tävlingar är lika för damer och herrar.
| Disciplin  | Antal tävlingar | Första tävlingstillfälle | Sista tävlingstillfälle |
| ---------- | --------------- | ------------------------ | ----------------------- |
| Distans    | 3               | 28 november 2012         | 7 mars 2013             |
| Sprint     | 10              | 1 december 2012          | 15 mars 2013            |
| Jaktstart  | 8               | 2 december 2012          | 16 mars 2013            |
| Masstart   | 5               | 16 december 2012         | 17 mars 2013            |
| Stafett    | 6               | 9 december 2012          | 10 mars 2013            |
| Mixstafett | 2               | 25 november 2012         | 7 februari 2013         |

## Världscuppoäng
| Poängsystem säsongen 2012/2013 (sedan 2008/2009) | Poängsystem säsongen 2012/2013 (sedan 2008/2009) | Poängsystem säsongen 2012/2013 (sedan 2008/2009) | Poängsystem säsongen 2012/2013 (sedan 2008/2009) | Poängsystem säsongen 2012/2013 (sedan 2008/2009) | Poängsystem säsongen 2012/2013 (sedan 2008/2009) | Poängsystem säsongen 2012/2013 (sedan 2008/2009) | Poängsystem säsongen 2012/2013 (sedan 2008/2009) | Poängsystem säsongen 2012/2013 (sedan 2008/2009) | Poängsystem säsongen 2012/2013 (sedan 2008/2009) | Poängsystem säsongen 2012/2013 (sedan 2008/2009) | Poängsystem säsongen 2012/2013 (sedan 2008/2009) | Poängsystem säsongen 2012/2013 (sedan 2008/2009) | Poängsystem säsongen 2012/2013 (sedan 2008/2009) | Poängsystem säsongen 2012/2013 (sedan 2008/2009) | Poängsystem säsongen 2012/2013 (sedan 2008/2009) | Poängsystem säsongen 2012/2013 (sedan 2008/2009) | Poängsystem säsongen 2012/2013 (sedan 2008/2009) | Poängsystem säsongen 2012/2013 (sedan 2008/2009) | Poängsystem säsongen 2012/2013 (sedan 2008/2009) | Poängsystem säsongen 2012/2013 (sedan 2008/2009) | Poängsystem säsongen 2012/2013 (sedan 2008/2009) | Poängsystem säsongen 2012/2013 (sedan 2008/2009) | Poängsystem säsongen 2012/2013 (sedan 2008/2009) | Poängsystem säsongen 2012/2013 (sedan 2008/2009) | Poängsystem säsongen 2012/2013 (sedan 2008/2009) | Poängsystem säsongen 2012/2013 (sedan 2008/2009) | Poängsystem säsongen 2012/2013 (sedan 2008/2009) | Poängsystem säsongen 2012/2013 (sedan 2008/2009) | Poängsystem säsongen 2012/2013 (sedan 2008/2009) | Poängsystem säsongen 2012/2013 (sedan 2008/2009) | Poängsystem säsongen 2012/2013 (sedan 2008/2009) | Poängsystem säsongen 2012/2013 (sedan 2008/2009) | Poängsystem säsongen 2012/2013 (sedan 2008/2009) | Poängsystem säsongen 2012/2013 (sedan 2008/2009) | Poängsystem säsongen 2012/2013 (sedan 2008/2009) | Poängsystem säsongen 2012/2013 (sedan 2008/2009) | Poängsystem säsongen 2012/2013 (sedan 2008/2009) | Poängsystem säsongen 2012/2013 (sedan 2008/2009) | Poängsystem säsongen 2012/2013 (sedan 2008/2009) | Poängsystem säsongen 2012/2013 (sedan 2008/2009) |
| ------------------------------------------------ | ------------------------------------------------ | ------------------------------------------------ | ------------------------------------------------ | ------------------------------------------------ | ------------------------------------------------ | ------------------------------------------------ | ------------------------------------------------ | ------------------------------------------------ | ------------------------------------------------ | ------------------------------------------------ | ------------------------------------------------ | ------------------------------------------------ | ------------------------------------------------ | ------------------------------------------------ | ------------------------------------------------ | ------------------------------------------------ | ------------------------------------------------ | ------------------------------------------------ | ------------------------------------------------ | ------------------------------------------------ | ------------------------------------------------ | ------------------------------------------------ | ------------------------------------------------ | ------------------------------------------------ | ------------------------------------------------ | ------------------------------------------------ | ------------------------------------------------ | ------------------------------------------------ | ------------------------------------------------ | ------------------------------------------------ | ------------------------------------------------ | ------------------------------------------------ | ------------------------------------------------ | ------------------------------------------------ | ------------------------------------------------ | ------------------------------------------------ | ------------------------------------------------ | ------------------------------------------------ | ------------------------------------------------ | ------------------------------------------------ |
| Placering                                        | 1                                                | 2                                                | 3                                                | 4                                                | 5                                                | 6                                                | 7                                                | 8                                                | 9                                                | 10                                               | 11                                               | 12                                               | 13                                               | 14                                               | 15                                               | 16                                               | 17                                               | 18                                               | 19                                               | 20                                               | 21                                               | 22                                               | 23                                               | 24                                               | 25                                               | 26                                               | 27                                               | 28                                               | 29                                               | 30                                               | 31                                               | 32                                               | 33                                               | 34                                               | 35                                               | 36                                               | 37                                               | 38                                               | 39                                               | 40                                               |
| Poäng                                            | 60                                               | 54                                               | 48                                               | 43                                               | 40                                               | 38                                               | 36                                               | 34                                               | 32                                               | 31                                               | 30                                               | 29                                               | 28                                               | 27                                               | 26                                               | 25                                               | 24                                               | 23                                               | 22                                               | 21                                               | 20                                               | 19                                               | 18                                               | 17                                               | 16                                               | 15                                               | 14                                               | 13                                               | 12                                               | 11                                               | 10                                               | 9                                                | 8                                                | 7                                                | 6                                                | 5                                                | 4                                                | 3                                                | 2                                                | 1                                                |

## Resultat

### Herrar
| Datum                                                            | Disciplin            | Etta                                                                                          | Tvåa                                                                                 | Trea                                                                         | Detaljer |
| ---------------------------------------------------------------- | -------------------- | --------------------------------------------------------------------------------------------- | ------------------------------------------------------------------------------------ | ---------------------------------------------------------------------------- | -------- |
| 1. Världscuppremiär i Östersund, 25 november–2 december 2012     |                      |                                                                                               |                                                                                      |                                                                              |          |
| 28 november 2012 (Ons.)                                          | Distans (20 km)      | Martin Fourcade                                                                               | Dominik Landertinger                                                                 | Erik Lesser                                                                  |          |
| 1 december 2012 (Lör.)                                           | Sprint (10 km)       | Jean-Philippe Le Guellec                                                                      | Alexis Bœuf                                                                          | Christoph Sumann                                                             |          |
| 2 december 2012 (Sön.)                                           | Jaktstart (12,5 km)  | Martin Fourcade                                                                               | Andreas Birnbacher                                                                   | Anton Sjipulin                                                               |          |
| 2. Världscupen i Hochfilzen, 7–9 december 2012                   |                      |                                                                                               |                                                                                      |                                                                              |          |
| 7 december 2012 (Fre.)                                           | Sprint (10 km)       | Andreas Birnbacher                                                                            | Martin Fourcade                                                                      | Jakov Fak                                                                    |          |
| 8 december 2012 (Lör.)                                           | Jaktstart (12,5 km)  | Jakov Fak                                                                                     | Dmitrij Malysjko                                                                     | Martin Fourcade                                                              |          |
| 9 december 2012 (Sön.)                                           | Stafett (4 x 7,5 km) | Norge Lars Helge Birkeland Ole Einar Bjørndalen Vetle Sjåstad Christiansen Henrik L’Abée-Lund | Frankrike Vincent Jay Jean-Guillaume Béatrix Alexis Bœuf Martin Fourcade             | Ryssland Anton Sjipulin Andrej Makovejev Jevgenij Ustiugov Dmitrij Malysjko  |          |
| 3. Världscupen i Pokljuka, 13–16 december 2012                   |                      |                                                                                               |                                                                                      |                                                                              |          |
| 13 december 2012 (Tors.)                                         | Sprint (10 km)       | Jakov Fak                                                                                     | Emil Hegle Svendsen                                                                  | Martin Fourcade                                                              |          |
| 15 december 2012 (Lör.)                                          | Jaktstart (12,5 km)  | Emil Hegle Svendsen                                                                           | Ondřej Moravec                                                                       | Martin Fourcade                                                              |          |
| 16 december 2012 (Sön.)                                          | Masstart (15 km)     | Andreas Birnbacher                                                                            | Jakov Fak                                                                            | Tim Burke                                                                    |          |
| 4. Världscupen i Oberhof, 3–6 januari 2013                       |                      |                                                                                               |                                                                                      |                                                                              |          |
| 4 januari 2013 (Fre.)                                            | Stafett (4 x 7,5 km) | Ryssland Aleksej Volkov Jevgenij Garanitjev Anton Sjipulin Dmitrij Malysjko                   | Norge Henrik L’Abée-Lund Ole Einar Bjørndalen Erlend Bjøntegaard Emil Hegle Svendsen | Tyskland Simon Schempp Erik Lesser Arnd Peiffer Florian Graf                 |          |
| 5 januari 2013 (Lör.)                                            | Sprint (10 km)       | Dmitrij Malysjko                                                                              | Jevgenij Garanitjev                                                                  | Emil Hegle Svendsen                                                          |          |
| 6 januari 2013 (Sön.)                                            | Jaktstart (12,5 km)  | Dmitrij Malysjko                                                                              | Jevgenij Garanitjev                                                                  | Ondřej Moravec                                                               |          |
| 5. Världscupen i Ruhpolding, 9–13 januari 2013                   |                      |                                                                                               |                                                                                      |                                                                              |          |
| 10 januari 2013 (Tors.)                                          | Stafett (4 x 7,5 km) | Frankrike Simon Fourcade Jean-Guillaume Béatrix Alexis Bœuf Martin Fourcade                   | Norge Lars Helge Birkeland Tarjei Bø Henrik L’Abée-Lund Emil Hegle Svendsen          | Österrike Simon Eder Friedrich Pinter Dominik Landertinger Christoph Sumann  |          |
| 12 januari 2013 (Lör.)                                           | Sprint (10 km)       | Martin Fourcade                                                                               | Jevgenij Ustiugov                                                                    | Andrej Makovejev                                                             |          |
| 13 januari 2013 (Sön.)                                           | Masstart (15 km)     | Martin Fourcade                                                                               | Dmitrij Malysjko                                                                     | Emil Hegle Svendsen                                                          |          |
| 6. Världscupen i Antholz, 17–20 januari 2013                     |                      |                                                                                               |                                                                                      |                                                                              |          |
| 18 januari 2013 (Fre.)                                           | Sprint (10 km)       | Anton Sjipulin                                                                                | Emil Hegle Svendsen                                                                  | Jakov Fak                                                                    |          |
| 19 januari 2013 (Lör.)                                           | Jaktstart (12,5 km)  | Anton Sjipulin                                                                                | Jakov Fak                                                                            | Daniel Mesotitsch                                                            |          |
| 20 januari 2013 (Sön.)                                           | Stafett (4 x 7,5 km) | Frankrike Simon Fourcade Jean-Guillaume Béatrix Alexis Bœuf Martin Fourcade                   | Ryssland Anton Sjipulin Jevgenij Ustiugov Jevgenij Garanitjev Dmitrij Malysjko       | Österrike Simon Eder Christoph Sumann Daniel Mesotitsch Dominik Landertinger |          |
| 7. Världsmästerskapen i Nové Město na Moravě, 7–17 februari 2013 |                      |                                                                                               |                                                                                      |                                                                              |          |
| 9 februari 2013 (Lör.)                                           | Sprint (10 km)       | Emil Hegle Svendsen                                                                           | Martin Fourcade                                                                      | Jakov Fak                                                                    |          |
| 10 februari 2013 (Sön.)                                          | Jaktstart (12,5 km)  | Emil Hegle Svendsen                                                                           | Martin Fourcade                                                                      | Anton Sjipulin                                                               |          |
| 14 februari 2013 (Tors.)                                         | Distans (20 km)      | Martin Fourcade                                                                               | Tim Burke                                                                            | Fredrik Lindström                                                            |          |
| 16 februari 2013 (Lör.)                                          | Stafett (4 x 7,5 km) | Norge Ole Einar Bjørndalen Henrik L’Abée-Lund Tarjei Bø Emil Hegle Svendsen                   | Frankrike Simon Fourcade Jean-Guillaume Béatrix Alexis Bœuf Martin Fourcade          | Tyskland Simon Schempp Andreas Birnbacher Arnd Peiffer Erik Lesser           |          |
| 17 februari 2013 (Sön.)                                          | Masstart (15 km)     | Tarjei Bø                                                                                     | Anton Sjipulin                                                                       | Emil Hegle Svendsen                                                          |          |
| 8. Världscupen i Holmenkollen, 28 februari–3 mars 2013           |                      |                                                                                               |                                                                                      |                                                                              |          |
| 28 februari 2013 (Tors.)                                         | Sprint (10 km)       | Tarjei Bø                                                                                     | Martin Fourcade                                                                      | Andrij Deryzemlja                                                            |          |
| 2 mars 2013 (Lör.)                                               | Jaktstart (12,5 km)  | Martin Fourcade                                                                               | Tarjei Bø                                                                            | Aleksandr Loginov                                                            |          |
| 3 mars 2013 (Sön.)                                               | Masstart (15 km)     | Ondřej Moravec                                                                                | Martin Fourcade                                                                      | Erik Lesser                                                                  |          |
| 9. Världscupen i Sotji, 7–10 mars 2013                           |                      |                                                                                               |                                                                                      |                                                                              |          |
| 7 mars 2013 (Tors.)                                              | Distans (20 km)      | Martin Fourcade                                                                               | Andreas Birnbacher                                                                   | Serhij Semenov                                                               |          |
| 9 mars 2013 (Lör.)                                               | Sprint (10 km)       | Martin Fourcade                                                                               | Jevgenij Ustiugov                                                                    | Henrik L’Abée-Lund                                                           |          |
| 10 mars 2013 (Sön.)                                              | Stafett (4 x 7,5 km) | Ryssland Anton Sjipulin Aleksandr Loginov Dmitrij Malysjko Jevgenij Ustiugov                  | Tyskland Erik Lesser Andreas Birnbacher Arnd Peiffer Benedikt Doll                   | Tjeckien Michal Šlesingr Jaroslav Soukup Vít Jánov Ondřej Moravec            |          |
| 10. Världscupfinal i Chanty-Mansijsk, 14–17 mars 2013            |                      |                                                                                               |                                                                                      |                                                                              |          |
| 15 mars 2013 (Fre.)                                              | Sprint (10 km)       | Martin Fourcade                                                                               | Lukas Hofer                                                                          | Andreas Birnbacher                                                           |          |
| 16 mars 2013 (Lör.)                                              | Jaktstart (12,5 km)  | Christoph Sumann                                                                              | Simon Fourcade                                                                       | Martin Fourcade Michal Šlesingr                                              |          |
| 17 mars 2013 (Sön.)                                              | Masstart (15 km)     | Martin Fourcade                                                                               | Dominik Landertinger                                                                 | Emil Hegle Svendsen                                                          |          |

1 Rekord 1: Martin Fourcade tangerade Tora Bergers nysatta - och Magdalena Forsbergs rekord från 2000/2001 - i antal pallplaceringar under en säsong i och med sin vinst i masstarten i Chanty-Mansijsk i mars (19 st).

### Damer
| Datum                                                            | Disciplin          | Etta                                                                          | Tvåa                                                                            | Trea                                                                            | Detaljer |
| ---------------------------------------------------------------- | ------------------ | ----------------------------------------------------------------------------- | ------------------------------------------------------------------------------- | ------------------------------------------------------------------------------- | -------- |
| 1. Världscuppremiär i Östersund, 25 november–2 december 2012     |                    |                                                                               |                                                                                 |                                                                                 |          |
| 29 november 2012 (Tors.)                                         | Distans (15 km)    | Tora Berger                                                                   | Darja Domratjeva                                                                | Jekaterina Glazyrina                                                            |          |
| 1 december 2012 (Lör.)                                           | Sprint (7,5 km)    | Tora Berger                                                                   | Olena Pidhrusjna                                                                | Olga Viluchina                                                                  |          |
| 2 december 2012 (Sön.)                                           | Jaktstart (10 km)  | Tora Berger                                                                   | Darja Domratjeva                                                                | Andrea Henkel                                                                   |          |
| 2. Världscupen i Hochfilzen, 7–9 december 2012                   |                    |                                                                               |                                                                                 |                                                                                 |          |
| 7 december 2012 (Fre.)                                           | Sprint (7,5 km)    | Darja Domratjeva                                                              | Kaisa Mäkäräinen                                                                | Tora Berger                                                                     |          |
| 8 december 2012 (Lör.)                                           | Jaktstart (10 km)  | Synnøve Solemdal                                                              | Tora Berger                                                                     | Kaisa Mäkäräinen                                                                |          |
| 9 december 2012 (Sön.)                                           | Stafett (4 x 6 km) | Norge Fanny Welle-Strand Horn Synnøve Solemdal Hilde Fenne Tora Berger        | Ukraina Vita Semerenko Valj Semerenko Julija Dzjyma Olena Pidhrusjna            | Ryssland Jekaterina Glazyrina Olga Zajtseva Jekaterina Sjumilova Olga Viluchina |          |
| 3. Världscupen i Pokljuka, 13–16 december 2012                   |                    |                                                                               |                                                                                 |                                                                                 |          |
| 14 december 2012 (Fre.)                                          | Sprint (7,5 km)    | Gabriela Soukalová                                                            | Miriam Gössner                                                                  | Nadzeja Skardzina                                                               |          |
| 15 december 2012 (Lör.)                                          | Jaktstart (10 km)  | Miriam Gössner                                                                | Gabriela Soukalová                                                              | Marie Dorin Habert                                                              |          |
| 16 december 2012 (Sön.)                                          | Masstart (12,5 km) | Tora Berger                                                                   | Miriam Gössner                                                                  | Gabriela Soukalová                                                              |          |
| 4. Världscupen i Oberhof, 3–6 januari 2013                       |                    |                                                                               |                                                                                 |                                                                                 |          |
| 3 januari 2013 (Tors.)                                           | Stafett (4 x 6 km) | Ukraina Julija Dzjyma Valj Semerenko Olena Pidhrusjna Vita Semerenko          | Frankrike Marie-Laure Brunet Anaïs Bescond Sophie Boilley Marie Dorin Habert    | Tyskland Tina Bachmann Miriam Gössner Franziska Hildebrand Nadine Horchler      |          |
| 5 januari 2013 (Lör.)                                            | Sprint (7,5 km)    | Miriam Gössner                                                                | Tora Berger                                                                     | Andrea Henkel                                                                   |          |
| 6 januari 2013 (Sön.)                                            | Jaktstart (10 km)  | Olga Zajtseva                                                                 | Veronika Vítková                                                                | Valj Semerenko                                                                  |          |
| 5. Världscupen i Ruhpolding, 9–13 januari 2013                   |                    |                                                                               |                                                                                 |                                                                                 |          |
| 9 januari 2013 (Ons.)                                            | Stafett (4 x 6 km) | Norge Hilde Fenne Ann Kristin Flatland Synnøve Solemdal Tora Berger           | Ryssland Jekaterina Glazyrina Olga Viluchina Jekaterina Sjumilova Olga Zajtseva | Tjeckien Veronika Vítková Gabriela Soukalová Kristýna Černá Veronika Zvařičová  |          |
| 11 januari 2013 (Fre.)                                           | Sprint (7,5 km)    | Miriam Gössner                                                                | Darja Domratjeva                                                                | Kaisa Mäkäräinen                                                                |          |
| 13 januari 2013 (Sön.)                                           | Masstart (12,5 km) | Tora Berger                                                                   | Darja Domratjeva                                                                | Olga Zajtseva                                                                   |          |
| 6. Världscupen i Antholz, 17–20 januari 2013                     |                    |                                                                               |                                                                                 |                                                                                 |          |
| 17 januari 2013 (Tors.)                                          | Sprint (7,5 km)    | Anastasija Kuzmina                                                            | Kaisa Mäkäräinen                                                                | Darja Domratjeva                                                                |          |
| 19 januari 2013 (Lör.)                                           | Jaktstart (10 km)  | Tora Berger                                                                   | Olena Pidhrusjna                                                                | Kaisa Mäkäräinen                                                                |          |
| 20 januari 2013 (Sön.)                                           | Stafett (4 x 6 km) | Tyskland Franziska Hildebrand Miriam Gössner Nadine Horchler Andrea Henkel    | Ryssland Jekaterina Glazyrina Olga Zajtseva Jekaterina Sjumilova Olga Viluchina | Frankrike Anaïs Bescond Sophie Boilley Marie-Laure Brunet Marie Dorin Habert    |          |
| 7. Världsmästerskapen i Nové Město na Moravě, 7–17 februari 2013 |                    |                                                                               |                                                                                 |                                                                                 |          |
| 9 februari 2013 (Lör.)                                           | Sprint (7,5 km)    | Olena Pidhrusjna                                                              | Tora Berger                                                                     | Vita Semerenko                                                                  |          |
| 10 februari 2013 (Sön.)                                          | Jaktstart (10 km)  | Tora Berger                                                                   | Krystyna Pałka                                                                  | Olena Pidhrusjna                                                                |          |
| 13 februari 2013 (Ons.)                                          | Distans (15 km)    | Tora Berger                                                                   | Andrea Henkel                                                                   | Valj Semerenko                                                                  |          |
| 15 februari 2013 (Fre.)                                          | Stafett (4 x 6 km) | Norge Hilde Fenne Ann Kristin Flatland Synnøve Solemdal Tora Berger           | Ukraina Julija Dzjyma Vita Semerenko Valj Semerenko Olena Pidhrusjna            | Italien Dorothea Wierer Nicole Gontier Michela Ponza Karin Oberhofer            |          |
| 17 februari 2013 (Sön.)                                          | Masstart (12,5 km) | Darja Domratjeva                                                              | Tora Berger                                                                     | Monika Hojnisz                                                                  |          |
| 8. Världscupen i Holmenkollen, 28 februari–3 mars 2013           |                    |                                                                               |                                                                                 |                                                                                 |          |
| 1 mars 2013 (Fre.)                                               | Sprint (7,5 km)    | Tora Berger                                                                   | Darja Domratjeva                                                                | Anastasija Kuzmina                                                              |          |
| 2 mars 2013 (Lör.)                                               | Jaktstart (10 km)  | Tora Berger                                                                   | Marie Dorin Habert                                                              | Anastasija Kuzmina                                                              |          |
| 3 mars 2013 (Sön.)                                               | Masstart (12,5 km) | Tora Berger                                                                   | Anastasija Kuzmina                                                              | Darja Domratjeva                                                                |          |
| 9. Världscupen i Sotji, 7–10 mars 2013                           |                    |                                                                               |                                                                                 |                                                                                 |          |
| 7 mars 2013 (Tors.)                                              | Distans (15 km)    | Darja Domratjeva                                                              | Olga Zajtseva                                                                   | Tora Berger                                                                     |          |
| 9 mars 2013 (Lör.)                                               | Sprint (7,5 km)    | Magdalena Gwizdoń                                                             | Anastasija Kuzmina                                                              | Tora Berger                                                                     |          |
| 10 mars 2013 (Sön.)                                              | Stafett (4 x 6 km) | Tyskland Andrea Henkel Evi Sachenbacher-Stehle Miriam Gössner Laura Dahlmeier | Ukraina Julija Dzjyma Olena Pidhrusjna Valj Semerenko Marija Panfilova          | Norge Hilde Fenne Tiril Eckhoff Ann Kristin Flatland Tora Berger                |          |
| 10. Världscupfinal i Chanty-Mansijsk, 14–17 mars 2013            |                    |                                                                               |                                                                                 |                                                                                 |          |
| 14 mars 2013 (Tors.)                                             | Sprint (7,5 km)    | Gabriela Soukalová                                                            | Andrea Henkel                                                                   | Miriam Gössner                                                                  |          |
| 16 mars 2013 (Lör.)                                              | Jaktstart (10 km)  | Gabriela Soukalová                                                            | Olga Viluchina                                                                  | Tora Berger 1                                                                   |          |
| 17 mars 2013 (Sön.)                                              | Masstart (12,5 km) | Gabriela Soukalová                                                            | Marie Dorin Habert                                                              | Kaisa Mäkäräinen                                                                |          |

1 Rekord 1: Tora Berger tangerade Magdalena Forsbergs rekord från 2000/2001 i antal pallplaceringar under en säsong i och med sin 3:e-plats i Sotji i mars (19 st). Hon var dessutom på pallen i 6 av 7 stafetter denna säsong. Det är ett nytt rekord som hon är ensam om.

### Mixstafetter
| Datum                                                            | Disciplin                       | Etta                                                                   | Tvåa                                                                        | Trea                                                                        | Detaljer |
| ---------------------------------------------------------------- | ------------------------------- | ---------------------------------------------------------------------- | --------------------------------------------------------------------------- | --------------------------------------------------------------------------- | -------- |
| 1. Världscuppremiär i Östersund, 25 november–2 december 2012     |                                 |                                                                        |                                                                             |                                                                             |          |
| 25 november 2012 (Sön.)                                          | Mixstafett (2 x 6 + 2 x 7,5 km) | Ryssland Olga Zajtseva Olga Viluchina Aleksej Volkov Jevgenij Ustiugov | Norge Tora Berger Synnøve Solemdal Erlend Bjøntegaard Emil Hegle Svendsen   | Tjeckien Veronika Vítková Gabriela Soukalová Michal Šlesingr Ondřej Moravec |          |
| 7. Världsmästerskapen i Nové Město na Moravě, 7–17 februari 2013 |                                 |                                                                        |                                                                             |                                                                             |          |
| 7 februari 2013 (Tors.)                                          | Mixstafett (2 x 6 + 2 x 7,5 km) | Norge Tora Berger Synnøve Solemdal Tarjei Bø Emil Hegle Svendsen       | Frankrike Marie-Laure Brunet Marie Dorin Habert Alexis Bœuf Martin Fourcade | Tjeckien Veronika Vítková Gabriela Soukalová Jaroslav Soukup Ondřej Moravec |          |

## Totala världscupen
Lägg märke till: Om två eller fler länder eller utövare står på samma poäng men inte har samma placering, beror det på att den som står före har en eller flera högre placeringar. Exempelvis ger en seger, en andraplats och en tredjeplats samma poäng som tre andraplatser, men den utövare eller det land som har en seger går före. 
| Position | Namn               | Poäng |
| -------- | ------------------ | ----- |
| 1.       | Tora Berger        | 1234  |
| 2.       | Darja Domratjeva   | 924   |
| 3.       | Andrea Henkel      | 856   |
| 4.       | Marie Dorin Habert | 843   |
| 5.       | Kaisa Mäkäräinen   | 834   |
| 6.       | Gabriela Soukalová | 800   |
| 7.       | Anastasia Kuzmina  | 769   |
| 8.       | Olena Pidhrusjna   | 764   |
| 9.       | Miriam Gössner     | 746   |
| 10.      | Vita Semerenko     | 739   |

| Position | Namn                 | Poäng |
| -------- | -------------------- | ----- |
| 1.       | Martin Fourcade      | 1248  |
| 2.       | Emil Hegle Svendsen  | 827   |
| 3.       | Dominik Landertinger | 715   |
| 4.       | Jakov Fak            | 709   |
| 5.       | Andreas Birnbacher   | 691   |
| 6.       | Jevgenij Ustjugov    | 677   |
| 7.       | Fredrik Lindström    | 654   |
| 8.       | Dmitrij Malysjko     | 645   |
| 9.       | Anton Sjipulin       | 618   |
| 10.      | Tim Burke            | 615   |

## Disciplincuper – Damer
| Position | Namn               | Poäng |
| -------- | ------------------ | ----- |
| 1.       | Tora Berger        | 428 1 |
| 2.       | Darja Domratjeva   | 351   |
| 3.       | Miriam Gössner     | 337   |
| 4.       | Marie Dorin Habert | 325   |
| 5.       | Kaisa Mäkäräinen   | 324   |
| 6.       | Gabriela Soukalová | 313   |
| 7.       | Andrea Henkel      | 307   |
| 8.       | Olena Pidhrusjna   | 305   |
| 9.       | Anastasia Kuzmina  | 294   |
| 10.      | Vita Semerenko     | 281   |

| Position | Namn               | Poäng |
| -------- | ------------------ | ----- |
| 1.       | Tora Berger        | 417 1 |
| 2.       | Andrea Henkel      | 279   |
| 3.       | Marie Dorin Habert | 277   |
| 4.       | Olena Pidhrusjna   | 265   |
| 5.       | Kaisa Mäkäräinen   | 255   |
| 6.       | Darja Domratjeva   | 251   |
| 7.       | Olga Viluchina     | 241   |
| 8.       | Gabriela Soukalová | 227   |
| 9.       | Olga Zajtseva      | 226   |
| 10.      | Krystyna Pałka     | 222   |

| Position | Namn               | Poäng |
| -------- | ------------------ | ----- |
| 1.       | Tora Berger        | 262 1 |
| 2.       | Darja Domratjeva   | 200   |
| 3.       | Vita Semerenko     | 185   |
| 4.       | Marie Dorin Habert | 175   |
| 5.       | Kaisa Mäkäräinen   | 171   |
| 5.       | Teja Gregorin      | 171   |
| 7.       | Gabriela Soukalová | 166   |
| 8.       | Miriam Gössner     | 160   |
| 9.       | Anastasia Kuzmina  | 157   |
| 10.      | Olga Zajtseva      | 150   |

| Position | Namn                 | Poäng |
| -------- | -------------------- | ----- |
| 1.       | Tora Berger          | 168 1 |
| 2.       | Andrea Henkel        | 131   |
| 3.       | Darja Domratjeva     | 122   |
| 4.       | Olga Zajtseva        | 107   |
| 5.       | Anastasija Kuzmina   | 104   |
| 6.       | Kaisa Mäkäräinen     | 104   |
| 7.       | Gabriela Soukalová   | 94    |
| 8.       | Selina Gasparin      | 90    |
| 9.       | Valj Semerenko       | 86    |
| 10.      | Jekaterina Glazyrina | 84    |

| Position | Land        | Poäng |
| -------- | ----------- | ----- |
| 1.       | Norge       | 314 1 |
| 2.       | Ukraina     | 298   |
| 3.       | Tyskland    | 294   |
| 4.       | Ryssland    | 277   |
| 5.       | Frankrike   | 258   |
| 6.       | Italien     | 226   |
| 7.       | Polen       | 218   |
| 8.       | Vitryssland | 210   |
| 9.       | Tjeckien    | 198   |
| 10.      | Sverige     | 173   |

| Position | Land        | Poäng |
| -------- | ----------- | ----- |
| 1.       | Norge       | 7626  |
| 2.       | Tyskland    | 7556  |
| 3.       | Ryssland    | 7392  |
| 4.       | Ukraina     | 7386  |
| 5.       | Frankrike   | 7058  |
| 6.       | Vitryssland | 6471  |
| 7.       | Polen       | 6426  |
| 8.       | Italien     | 6177  |
| 9.       | Tjeckien    | 6015  |
| 10.      | Slovakien   | 5443  |

1 Rekord 2: Både norskan Tora Berger och Norge som nation satte ett nytt rekord denna säsong: Det är första gången en och samma utövare (och nation) är med och tar hem alla sju delcuperna. (Sprint-, jakt-, distans-, mass-, total-, stafett-, mix- och nationscupen.) 2010/11 tog Norge 6 av 7 delcuper på herrsidan, Frankrike tog mix-cupen, men de individuella cuperna fördelades på Tarjej Bø och Emil Hegle Svendsen. Men nu är Tora Berger ensam delaktig i seger i alla delcuper, vilket aldrig hänt förut, varken på herr- eller damsidan.

## Disciplincuper – Herrar
| Position | Namn                   | Poäng |
| -------- | ---------------------- | ----- |
| 1.       | Martin Fourcade        | 484   |
| 2.       | Emil Hegle Svendsen    | 315   |
| 3.       | Jevgenij Ustiugov      | 313   |
| 4.       | Jakov Fak              | 302   |
| 5.       | Simon Eder             | 260   |
| 6.       | Andreas Birnbacher     | 243   |
| 7.       | Dominik Landertinger   | 242   |
| 8.       | Dmitrij Malysjko       | 240   |
| 9.       | Jean Guillaume Beatrix | 224   |
| 10.      | Erik Lesser            | 218   |

| Position | Namn                 | Poäng |
| -------- | -------------------- | ----- |
| 1.       | Martin Fourcade      | 388   |
| 2.       | Emil Hegle Svendsen  | 287   |
| 3.       | Anton Sjipulin       | 247   |
| 4.       | Fredrik Lindström    | 240   |
| 5.       | Dmitrij Malysjko     | 231   |
| 6.       | Dominik Landertinger | 218   |
| 7.       | Jevgenij Garanitjev  | 217   |
| 8.       | Jevgenij Ustiugov    | 215   |
| 9.       | Jakov Fak            | 214   |
| 10.      | Andreas Birnbacher   | 181   |

| Position | Namn                 | Poäng |
| -------- | -------------------- | ----- |
| 1.       | Martin Fourcade      | 248   |
| 2.       | Emil Hegle Svendsen  | 182   |
| 3.       | Tim Burke            | 167   |
| 4.       | Andreas Birnbacher   | 163   |
| 5.       | Ondrej Moravec       | 162   |
| 6.       | Tarjei Bø            | 159   |
| 7.       | Dominik Landertinger | 155   |
| 8.       | Jakov Fak            | 154   |
| 9.       | Simon Eder           | 140   |
| 10.      | Björn Ferry          | 137   |

| Position | Namn                 | Poäng |
| -------- | -------------------- | ----- |
| 1.       | Martin Fourcade      | 180   |
| 2.       | Andreas Birnbacher   | 104   |
| 3.       | Tim Burke            | 102   |
| 4.       | Dominik Landertinger | 100   |
| 5.       | Ondřej Moravec       | 97    |
| 6.       | Björn Ferry          | 78    |
| 7.       | Fredrik Lindström    | 72    |
| 8.       | Lukas Hofer          | 70    |
| 9.       | Henrik L’Abée-Lund   | 69    |
| 10.      | Krasimir Anev        | 66    |

| Position | Land      | Poäng |
| -------- | --------- | ----- |
| 1.       | Ryssland  | 305   |
| 2.       | Norge     | 302   |
| 3.       | Frankrike | 296   |
| 4.       | Tyskland  | 267   |
| 5.       | Österrike | 243   |
| 6.       | Tjeckien  | 226   |
| 7.       | Sverige   | 215   |
| 8.       | Ukraina   | 200   |
| 9.       | Italien   | 195   |
| 10.      | Slovakien | 194   |

| Position | Land      | Poäng |
| -------- | --------- | ----- |
| 1.       | Ryssland  | 7749  |
| 2.       | Norge     | 7692  |
| 3.       | Frankrike | 7656  |
| 4.       | Tyskland  | 7227  |
| 5.       | Österrike | 6905  |
| 6.       | Tjeckien  | 6517  |
| 7.       | Sverige   | 6244  |
| 9.       | Italien   | 6020  |
| 8.       | Ukraina   | 6000  |
| 10.      | USA       | 5578  |

## Mixstafettcupen
Slutställning
| Position | Land      | Poäng |
| -------- | --------- | ----- |
| 1.       | Norge     | 114   |
| 2.       | Ryssland  | 98    |
| 3.       | Tjeckien  | 96    |
| 4.       | Frankrike | 94    |
| 5.       | Italien   | 79    |
| 6.       | Slovenien | 78    |
| 7.       | Tyskland  | 71    |
| 8.       | Slovakien | 66    |
| 9.       | Ukraina   | 63    |
| 10.      | Sverige   | 61    |